# Мачарашвили, Гиви
Гиви Мачарашвили (груз. გივი მაჭარაშვილი, род. 17 мая 1997 или 17 июня 1997, Мцхета, Грузия) — грузинский борец вольного стиля, серебряный призёр летних Олимпийских игр 2024 года, трёхкратный чемпион Европы 2023, 2024 и 2025 годов, призёр чемпионата мира и Европейских игр. Чемпион мира среди молодёжи 2018 года.

## Биография
Родился в 1997 году. С 2013 года принимает участие в международных соревнованиях по борьбе. На молодёжном чемпионате Европы в 2017 году стал победителем в категории до 97 кг.
В 2018 году на молодёжном чемпионате мира в весовой категории до 97 кг, который проходил в Бухаресте, стал победителем.
В 2019 году принимал участие в соревнованиях по борьбе на II Европейских играх в Минске. В категории до 125 кг стал серебряным призёром. Уступил россиянину Анзору Хизриеву.
На чемпионате мира 2022 года, который состоялся в Белграде, в категории до 97 кг завоевал бронзовую медаль.
В Загребе, на чемпионате Европы 2023 года в финале победил азербайджанца Магомедхана Магомедова и завоевал золотую медаль.
В апреле 2025 года на чемпионате Европы в Братиславе в весовой категории до 97 кг завоевал золотую медаль. В финальной схватке одолел соперника из России Магомеда Курбанова.

## Награды
- Орден Чести (2024 год)[3]